# Lumigny-Nesles-Ormeaux
Lumigny-Nesles-Ormeaux település Franciaországban, Seine-et-Marne megyében. Lakosainak száma 1482 fő (2022. január 1.). Lumigny-Nesles-Ormeaux Pézarches, Rozay-en-Brie, Touquin, Voinsles, Bernay-Vilbert, Crèvecœur-en-Brie, Fontenay-Trésigny, Hautefeuille, Marles-en-Brie és Mortcerf községekkel határos.

## Népesség
A település népességének változása:
| Lakosok száma | 1543 | 1534 | 1545 | 1527 | 1527 | 1526 | 1512 | 1497 | 1482 |
|               | 2013 | 2015 | 2016 | 2017 | 2018 | 2019 | 2020 | 2021 | 2022 |